# ثمام ياباني

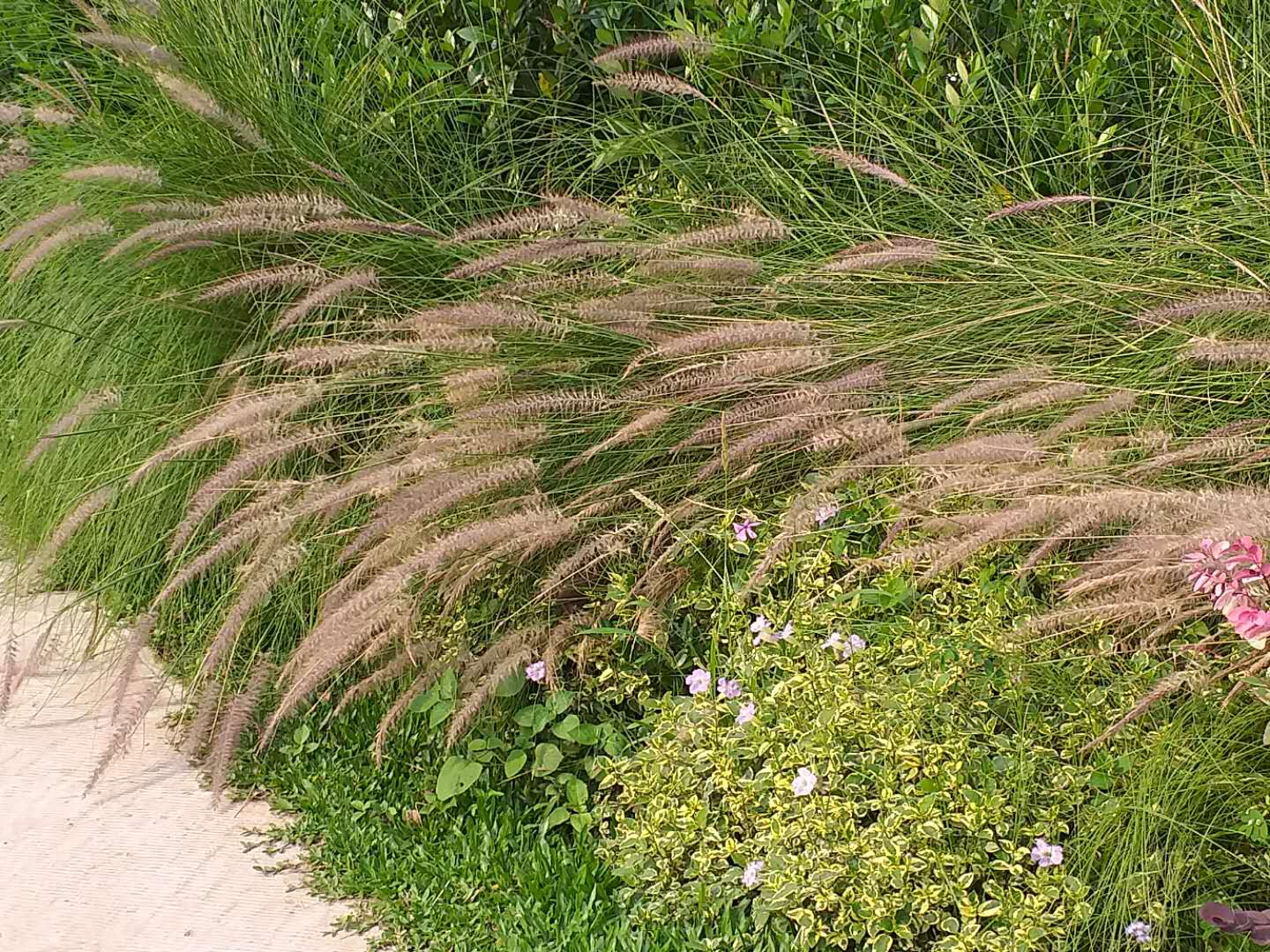

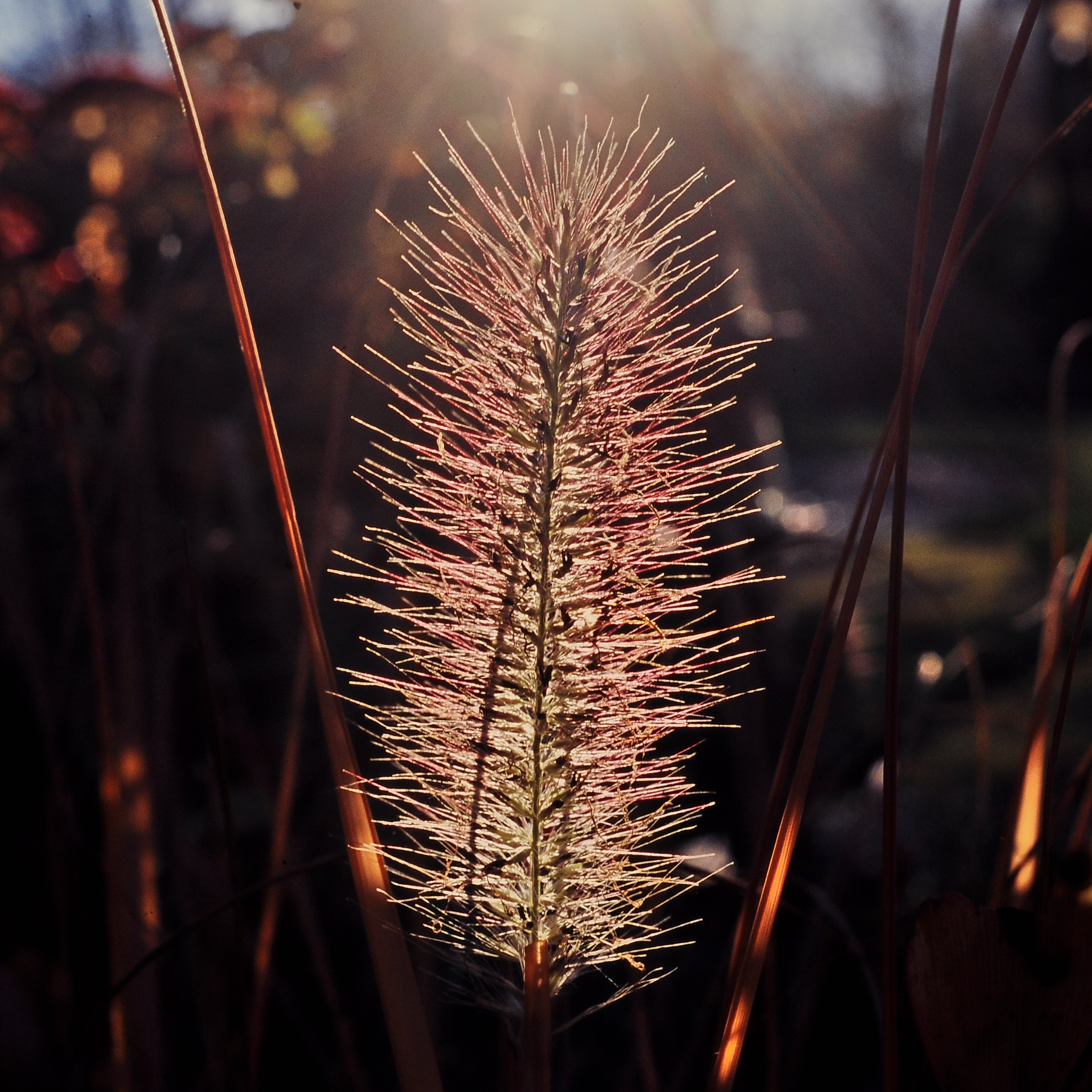

ثُمَام ياباني هو نوع من عشب معمر موطنه آسيا وأستراليا. ساقه تطول من 60-100 سم. عصفه ضيق مستطيل. سبلتها أسطوانية قصيرة لبدة لونها إلى الأرجواني.